# Australian Open-mesterskabet i herredouble 2021
Australian Open-mesterskabet i herredouble 2021 var den 109. turnering om Australian Open-mesterskabet i herredouble. Turneringen var en del af Australian Open 2021 og blev spillet i Melbourne Park i Melbourne, Victoria, Australien i perioden 10. - 21. februar 2021.
Mesterskabet blev vundet af Ivan Dodig og Filip Polášek, som i finalen besejrede de forsvarende mestre, Rajeev Ram og Joe Salisbury, med 6-3, 6-4. Polášek blev dermed den første slovakiske mand, der vandt en grand slam-titel.

## Pengepræmier og ranglistepoint
Den samlede præmiesum til spillerne i herredouble androg A$ 3.980.000 (ekskl. per diem), hvilket var en stigning på 2,5 % i forhold til året før.
| Resultat               | Pengepræmier | Pengepræmier | Ændring ift. 2020 | ATP-point |
| Resultat               | Pr. par      | Total        | Ændring ift. 2020 | ATP-point |
| ---------------------- | ------------ | ------------ | ----------------- | --------- |
| Vindere (1)            | A$ 600.000   | A$ 600.000   | −21,1 %           | 2.000     |
| Finalister (1)         | A$ 340.000   | A$ 340.000   | −10,5 %           | 1.200     |
| Semifinalister (2)     | A$ 200.000   | A$ 400.000   | 0 %               | 720       |
| Kvartfinalister (4)    | A$ 110.000   | A$ 440.000   | 0 %               | 360       |
| Tabere i 3. runde (8)  | A$ 65.000    | A$ 520.000   | +4,8 %            | 180       |
| Tabere i 2. runde (16) | A$ 45.000    | A$ 720.000   | +18,4 %           | 90        |
| Tabere i 1. runde (32) | A$ 30.000    | A$ 960.000   | +20,0 %           | 0         |
| Samlet præmiesum       | -            | A$ 3.980.000 | +2,5 %            | -         |

## Turnering

### Deltagere
Turneringen havde deltagelse af 64 par, der var fordelt på:
- 57 direkte kvalificerede par i form af deres ranglisteplacering.
- 7 par, der havde modtaget et wildcard.

#### Seedede par
De 16 bedst placerede af parrene på ATP's verdensrangliste blev seedet:
| Seedning | Rang. | Spiller                               | Resultat      |
| -------- | ----- | ------------------------------------- | ------------- |
| 1        | 3     | Juan Sebastián Cabal Robert Farah     | Anden runde   |
| 2        | 10    | Nikola Mektić Mate Pavić              | Semifinalist  |
| 3        | 14    | Marcel Granollers Horacio Zeballos    | Første runde  |
| 4        | 14    | Wesley Koolhof Łukasz Kubot           | Tredje runde  |
| 5        | 27    | Rajeev Ram Joe Salisbury              | Finalist      |
| 6        | 30    | Jamie Murray Bruno Soares             | Semifinalist  |
| 7        | 31    | Marcelo Melo Horia Tecău              | Tredje runde  |
| 8        | 33    | Pierre-Hugues Herbert Nicolas Mahut   | Kvartfinalist |
| 9        | 33    | Ivan Dodig Filip Polášek              | Mester        |
| 10       | 41    | John Peers Michael Venus              | Tredje runde  |
| 11       | 45    | Henri Kontinen Édouard Roger-Vasselin | Første runde  |
| 12       | 60    | Jérémy Chardy Fabrice Martin          | Første runde  |
| 13       | 64    | Robin Haase Oliver Marach             | Første runde  |
| 14       | 75    | Sander Gillé Joran Vliegen            | Første runde  |
| 15       | 77    | Max Purcell Luke Saville              | Anden runde   |
| 16       | 84    | Ken Skupski Neal Skupski              | Anden runde   |

#### Wildcards
Syv par modtog et wildcard til turneringen.
| Par                                 | Resultat      |
| ----------------------------------- | ------------- |
| Alex Bolt Jordan Thompson           | Meldte afbud  |
| James Duckworth Marc Polmans        | Tredje runde  |
| Matthew Ebden John-Patrick Smith    | Kvartfinalist |
| Andrew Harris Alexei Popyrin        | Første runde  |
| Thanasi Kokkinakis Nick Kyrgios     | Anden runde   |
| Nam Ji-Sung Song Min-kyu            | Anden runde   |
| Stefanos Tsitsipas Petros Tsitsipas | Første runde  |

### Resultater

#### Kvartfinaler, semifinaler og finale
| Marcelo Arévalo  |
| Matwé Middelkoop |

| Jamie Murray |
| Bruno Soares |

| Jamie Murray |
| Bruno Soares |

| Marcus Daniell |
| Philipp Oswald |

| Rajeev Ram    |
| Joe Salisbury |

| Rajeev Ram    |
| Joe Salisbury |

| Rajeev Ram    |
| Joe Salisbury |

| Ivan Dodig    |
| Filip Polášek |

| Ivan Dodig    |
| Filip Polášek |

| Matthew Ebden      |
| John-Patrick Smith |

| Ivan Dodig    |
| Filip Polášek |

| Pierre-Hugues Herbert |
| Nicolas Mahut         |

| Nikola Mektić |
| Mate Pavić    |

| Nikola Mektić |
| Mate Pavić    |

#### Første, anden og tredje runde
| Juan Sebastián Cabal |
| Robert Farah         |

| Nikoloz Basilashvili |
| Andre Begemann       |

| Juan Sebastián Cabal |
| Robert Farah         |

| Salvatore Caruso |
| Emil Ruusuvuori  |

| Aleksandr Bublik |
| Andrej Golubev   |

| Aleksandr Bublik |
| Andrej Golubev   |

| Aleksandr Bublik |
| Andrej Golubev   |

| Marcelo Demoliner |
| Santiago González |

| Marcelo Arévalo  |
| Matwé Middelkoop |

| Marcelo Arévalo  |
| Matwé Middelkoop |

| Marcelo Arévalo  |
| Matwé Middelkoop |

| Miomir Kecmanović |
| Casper Ruud       |

| Miomir Kecmanović |
| Casper Ruud       |

| Robin Haase   |
| Oliver Marach |

| Jérémy Chardy  |
| Fabrice Martin |

| Simone Bolelli  |
| Máximo González |

| Simone Bolelli  |
| Máximo González |

| Lorenzo Sonego   |
| Andrea Vavassori |

| Lorenzo Sonego   |
| Andrea Vavassori |

| Romain Arneodo |
| Benoît Paire   |

| Simone Bolelli  |
| Máximo González |

| Laslo Đere        |
| Stefano Travaglia |

| Jamie Murray |
| Bruno Soares |

| Andrew Harris  |
| Alexei Popyrin |

| Laslo Đere        |
| Stefano Travaglia |

| Marcos Giron   |
| Cameron Norrie |

| Jamie Murray |
| Bruno Soares |

| Jamie Murray |
| Bruno Soares |

| Marcel Granollers |
| Horacio Zeballos  |

| Nicholas Monroe |
| Frances Tiafoe  |

| Nicholas Monroe |
| Frances Tiafoe  |

| Vasek Pospisil   |
| Denis Shapovalov |

| Vasek Pospisil   |
| Denis Shapovalov |

| Andrej Martin   |
| T.-S. Weissborn |

| Nicholas Monroe |
| Frances Tiafoe  |

| Adrian Mannarino |
| Gilles Simon     |

| Marcus Daniell |
| Philipp Oswald |

| Marcus Daniell |
| Philipp Oswald |

| Marcus Daniell |
| Philipp Oswald |

| Dominik Koepfer |
| Tennys Sandgren |

| Dominik Koepfer |
| Tennys Sandgren |

| Sander Gillé  |
| Joran Vliegen |

| John Peers    |
| Michael Venus |

| Alex de Minaur |
| Matt Reid      |

| John Peers    |
| Michael Venus |

| Rohan Bopanna |
| Ben McLachlan |

| Nam Ji-Sung  |
| Song Min-Kyu |

| Nam Ji-Sung  |
| Song Min-Kyu |

| John Peers    |
| Michael Venus |

| Tomislav Brkić       |
| Aisam-ul-Haq Qureshi |

| Rajeev Ram    |
| Joe Salisbury |

| Pablo Andújar  |
| Pedro Martínez |

| Tomislav Brkić       |
| Aisam-ul-Haq Qureshi |

| Jonny O'Mara |
| Artem Sitak  |

| Rajeev Ram    |
| Joe Salisbury |

| Rajeev Ram    |
| Joe Salisbury |

| Marcelo Melo |
| Horia Tecău  |

| Filip Krajinović |
| Dušan Lajović    |

| Marcelo Melo |
| Horia Tecău  |

| Radu Albot   |
| Daniel Evans |

| Radu Albot   |
| Daniel Evans |

| Andrés Molteni |
| Hugo Nys       |

| Marcelo Melo |
| Horia Tecău  |

| Aljaž Bedene |
| Jiří Veselý  |

| Ivan Dodig    |
| Filip Polášek |

| Luke Bambridge |
| Dominic Inglot |

| Luke Bambridge |
| Dominic Inglot |

| Pablo Carreño Busta |
| Marc López          |

| Ivan Dodig    |
| Filip Polášek |

| Ivan Dodig    |
| Filip Polášek |

| Max Purcell  |
| Luke Saville |

| Guillermo Durán      |
| Albert Ramos-Viñolas |

| Max Purcell  |
| Luke Saville |

| Pablo Cuevas |
| Guido Pella  |

| Matthew Ebden      |
| John-Patrick Smith |

| Matthew Ebden      |
| John-Patrick Smith |

| Matthew Ebden      |
| John-Patrick Smith |

| Thanasi Kokkinakis |
| Nick Kyrgios       |

| Wesley Koolhof |
| Łukasz Kubot   |

| Lloyd Harris  |
| Julian Knowle |

| Thanasi Kokkinakis |
| Nick Kyrgios       |

| Ariel Behar     |
| Gonzalo Escobar |

| Wesley Koolhof |
| Łukasz Kubot   |

| Wesley Koolhof |
| Łukasz Kubot   |

| Pierre-Hugues Herbert |
| Nicolas Mahut         |

| Gianluca Mager     |
| Yoshihito Nishioka |

| Pierre-Hugues Herbert |
| Nicolas Mahut         |

| Yannick Hanfmann |
| Kevin Krawietz   |

| Yannick Hanfmann |
| Kevin Krawietz   |

| Divij Sharan |
| Igor Zelenay |

| Pierre-Hugues Herbert |
| Nicolas Mahut         |

| James Duckworth |
| Marc Polmans    |

| James Duckworth |
| Marc Polmans    |

| Nikola Ćaćić            |
| Frederik Løchte Nielsen |

| James Duckworth |
| Marc Polmans    |

| Ričardas Berankis |
| Mikhail Kukusjkin |

| Ričardas Berankis |
| Mikhail Kukusjkin |

| Henri Kontinen         |
| Édouard Roger-Vasselin |

| Ken Skupski  |
| Neal Skupski |

| Félix Auger-Aliassime |
| Hubert Hurkacz        |

| Ken Skupski  |
| Neal Skupski |

| Federico Coria    |
| Diego Schwartzman |

| John Millman    |
| Thiago Monteiro |

| John Millman    |
| Thiago Monteiro |

| John Millman    |
| Thiago Monteiro |

| Petros Tsitsipas   |
| Stefanos Tsitsipas |

| Nikola Mektić |
| Mate Pavić    |

| Mackenzie McDonald |
| Tommy Paul         |

| Mackenzie McDonald |
| Tommy Paul         |

| Lu Yen-Hsun |
| Sam Querrey |

| Nikola Mektić |
| Mate Pavić    |

| Nikola Mektić |
| Mate Pavić    |